# Escandón (apellido)
Escandón es un linaje y apellido de origen español.

## Su origen, historia y hechos
Baños de Velasco al tratar de este apellido recoge la versión de que procede de un Príncipe de Escandía que vino con gente de guerra y varias naves cargadas de trigo para ayudar a los cristianos en su lucha contra los moros y añade que aquel trigo fue sembrado en tierras españolas y que se le dio el nombre de trigo de Escanda.
Lo positivamente cierto es que el linaje de Escandón radicó desde muy antiguo en las Asturias de Santillana, en el valle de Peñamellera Baja, del partido judicial de Llanes, actual Asturias y en la comarca de La Montaña de la actual Cantabria, que formó con la de Asturias las antiguas Asturias de Santillana.
Don Juan Antonio de Trespalacios y Mier en su “Discurso acerca de la nobleza del Valle de Peñamellera” hace mención de los Escandón pertenecientes a la primitiva casa de este linaje en el lugar de Alles, del valle y Ayuntamiento de Peñamellera y dice:
Los Escandón de Alles vivieron en el barrio de los Amayores junto al bravial y allí conocieron nuestros padres el solar antiguo, que después mudó alguno de ellos a Besnes y otro a Vellances.
El apellido se encuentra extendido en España por los concejos orientales de Asturias y la zona occidental de Cantabria (Liébana, Val de San Vicente, hasta llegar a Santander). También se extendió por Ecuador, Guatemala, Colombia, México, Cuba, Puerto Rico, Chile, Venezuela, Argentina y Perú.
Armas: Escudo partido de azur y oro, brochante sobre el todo un águila del uno en el otro.
Por otra parte existe la Colonia Escandón, en la Ciudad de México, que fue nombrada así por los hermanos Escandón Barron.